# 日本高等学校吹奏楽連盟
日本高等学校吹奏楽連盟（にほんこうとうがっこうすいそうがくれんめい）は、静岡県浜松市に本部を置く高等学校の吹奏楽連盟である。略称は日本高吹連又は高吹連。

## 概要
高等学校の吹奏楽部にも日本高等学校野球連盟のような団体が欲しいという吹奏楽指導者の熱望により1972年に発足。毎年、静岡県浜松市で行う全日本高等学校選抜吹奏楽大会と神奈川県横浜市で行う全日本高等学校吹奏楽大会in横浜、全国各地で行う全日本吹奏楽コンクール（全日本吹奏楽連盟・朝日新聞社主催）は、高校吹奏楽三大大会と呼ばれ、毎年多くの高校生が参加している。また、1999年に放送されたTBS系ドラマ「L×I×V×E」に全面協賛しており、ドラマの人気の相乗効果もあって、のちに開催される横浜大会への高校生の参加動機を決定付けるものとなった。

## 目的
この連盟は、吹奏楽を通して高等学校の音楽発展と向上をはかり、もって高等学校の芸術文化教育の振興に寄与することを目的とする。

## 事業
この連盟は、前条の目的を達成するために次の事業を行う。
1. 高等学校吹奏楽の振興、指導及び第５条に規定する加盟団体に対する監督
2. 高等学校吹奏楽の調査、研究
3. 高等学校吹奏楽の振興に著しい貢献があったと認められる指導者の顕彰
4. 高等学校吹奏楽大会の開催及び協力
5. 一般吹奏楽団体との協力、提携
6. 高等学校吹奏楽の指導者等の講習会の開催
7. その他この連盟の目的達成に必要な事項

## 沿革
- 1972年 - 全日本高等学校吹奏楽指導者協議会として発足。
- 1985年 - 全日本高等学校吹奏楽指導者協会と改称。
- 1989年 - 第1回全日本高等学校選抜吹奏楽大会を浜松市民会館（静岡県浜松市）にて開催。
- 1998年 - 日本高等学校吹奏楽連盟と改称。全日本高等学校選抜吹奏楽大会10周年記念 全日本高等学校吹奏楽大会を青森市文化会館（青森県青森市）にて開催。
- 1999年4月 - 6月 - 全面協賛したTBS系ドラマ「L×I×V×E」放送。
- 1999年8月 - 第1回全日本高等学校吹奏楽大会in横浜を横浜みなとみらいホール（神奈川県横浜市）にて開催。

## 主催事業
- 全日本高等学校選抜吹奏楽大会
- 全日本高等学校吹奏楽大会in横浜
- 全日本高等学校吹奏楽合宿講習会
- 全日本高等学校吹奏楽団 選抜合宿
- 全日本特別選抜吹奏楽団 世界名ホールコンサート
- 全日本中学生・高校生管打楽器ソロコンテスト ※1997年 - 2012年主催
- 全日本高等学校管打楽器ソロコンクール[注 1] ※2012年 - 2015年開催

## 所在地
- 〒432-8066　静岡県浜松市志都呂町4835-2